# ريان جايلز
ريان جايلز (بالإنجليزية: Ryan Giles)‏ هو لاعب كرة قدم بريطاني في مركز الوسط، ولد في 26 يناير 2000 في تيلفورد في المملكة المتحدة. لعب مع وولفرهامبتون واندررز.

## وصلات خارجية
- ريان جايلز على موقع قاعدة بيانات كرة القدم.إي يو (الإنجليزية)
- ريان جايلز على موقع Soccerbase.com (لاعب) (الإنجليزية)
- ريان جايلز على موقع Soccerway.com (الإنجليزية)
- ريان جايلز على موقع عالم كرة القدم.نت (الإنجليزية)